# Mccoskerichthys sandae
Mccoskerichthys sandae är en fiskart som beskrevs av Richard H. Rosenblatt och Stephens, 1978. Mccoskerichthys sandae ingår i släktet Mccoskerichthys och familjen Chaenopsidae. IUCN kategoriserar arten globalt som nära hotad. Inga underarter finns listade i Catalogue of Life.